# Stelletta capensis
Stelletta capensis är en svampdjursart som beskrevs av Claude Lévi 1967. Stelletta capensis ingår i släktet Stelletta och familjen Ancorinidae. Inga underarter finns listade i Catalogue of Life.